# Round Top (Teksas)
Round Top je gradić u američkoj saveznoj državi Teksas. Prema popisu stanovništva iz 2010. u njemu je živjelo 90 stanovnika.